# Simon Zsolt (grafikus)
Simon Zsolt (Marosvásárhely, 1963. március 19. –) erdélyi grafikus, könyvtervező, Simon Endre fia.

## Életpályája
Középiskolai tanulmányait a marosvásárhelyi Képzőművészeti Líceumban végezte, majd a kolozsvári Ion Andreescu Képzőművészeti Főiskolán szerzett oklevelet 1988-ban. 1990-ben az Üzenet és a Pillanat című lapok grafikai szerkesztője volt, 1997-ben ő tervezte a Barabás Miklós Céh Őszi tárlat 97 című katalógusát. 1994-ben Magyarországon telepedett le. Számos művészeti kiadványnak, többek között a Magyar Nemzeti Galéria katalógusainak tervező grafikusa.
A számítógépes könyvtervezés és könyvgrafika művelőjeként albumok, katalógusok tervezésére szakosodott.
Egyéni kiállításai voltak:
- Csíkszeredában (1984),
- Sepsiszentgyörgyön (1986),
- Bukarestben és Lyonban (1987),
- Kolozsváron és Brüsszelben (1988),
- Miskolcon (1991),
- Marosvásárhelyen (1993),
- Budapesten (1994).